# Ivo Miro Jović
Ivo Miro Jović (Čapljina, 15 luglio 1950) è un politico bosniaco.
È stato il rappresentante dell'etnia croata alla Presidenza Centrale della Bosnia ed Erzegovina, eletto in parlamenti il 9 maggio 2005 dopo il licenziamento di Dragan Čović per corruzione da parte del Rappresentante ONU per la Bosnia ed Erzegovina.
Dopo essersi laureato in storia all'Università di Sarajevo, Jović lavorò come insegnante di storia a Ilijaš e poi a Kiseljak. Iniziò l'attività politica nel 1997, quando il partito Unione Democratica Croata di Bosnia ed Erzegovina lo propose per una posizione di governo nel Cantone della Bosnia Centrale. Nel 1999 Jović entro a far parte del governo bosniaco come Vice-Ministro della Cultura, carica che mantenne sino al 2001.
Con le elezioni del 2002,  Jović venne eletto come rappresentante del suo partito nel Parlamento della Bosnia ed Erzegovina. La sua più recente apparizione internazionale è stata al 2005 World Summit a New York.
Jović parla fluentemente il tedesco, è sposato e ha tre figli.